# Selkirk Mountains
Die Selkirk Mountains (deutsch: Selkirkgebirge oder Selkirkberge) sind eine der Bergketten der Columbia Mountains und wurden nach dem schottischen Philanthropen Thomas Douglas, 5. Earl of Selkirk benannt. Ursprünglich hatte der Entdecker und Kartograf David Thompson die Berge Nelson's Mountains benannt. Nach der Vereinigung der Hudson’s Bay Company und der North West Company wurde die Bergkette 1821 nach dem kürzlich Verstorbenen Earl of Selkirk umbenannt.
Der in Nord-Süd-Richtung rund 350 Kilometer lange und in Ost-West-Ausdehnung bis zu 50 Kilometer breite Gebirgszug erstreckt sich vom südlichen Teil der kanadischen Provinz British Columbia bis in die Vereinigten Staaten von Amerika, wo er nach Überschreiten der Staatsgrenze in den nördlichen Regionen der US-Bundesstaaten Washington und Idaho zusehends abflacht und etwa südlich der Linie Spokane–Coeur d’Alene endet. Nach Norden werden die Selkirk Mountains durch die als „Big Bend of the Columbia“ bezeichnete Schleife des Columbia River, mit dem Scheitelpunkt etwa beim Boat Encampment, begrenzt. Der Columbia River bildet dann in seinem weiteren Verlauf auch die Grenze nach Westen zu den Monashee Mountains. Im Osten trennt hauptsächlich der Kootenay River die Selkirk Mountains von den Purcell Mountains.
Höchste Erhebung ist mit 3519 m der Mount Sir Sandford, gefolgt vom 3377 m hohen Mount Dawson sowie dem 3355 m hohen Mount Selwyn. Diese Berge liegen alle im kanadischen Teil der Bergkette. Im US-amerikanischen Teil ist der 2351 m hohe South Selkirk Crest die höchste Erhebung.
Die Selkirk Mountains werden regelmäßig noch weiter unterteilt in:
- Far North Selkirk Mountains,
- Revelstoke Ranges,
- Glacier National Park Selkirks,
- Duncan Ranges,
- Slocan Ranges,
- Valhalla Ranges,
- Bonnington Range,
- Nelson Range und
- Southwest Selkirks sowie
- Priest Lake Selkirks

Während die erstgenannten dieser Teilketten in Kanada liegen, liegen die beiden zuletzt aufgezählten vollständig oder überwiegend in den Vereinigten Staaten.
Im südlichen Teil der Selkirk Mountains wurden bis 2001 große Erzvorkommen von Blei, Zink und Silber in der Sullivan Mine nahe der Kleinstadt Kimberley abgebaut.
Im nördlichen Bereich liegt der Rogers-Pass, der bekannteste Gebirgspass der Bergkette, der in 1330 m Höhe vom British Columbia Highway 1, welcher hier die südwestliche Route des Trans-Canada Highway bildet, überquert wird. Ebenfalls überquert hier eine Eisenbahnstrecke der Canadian Pacific Railway die Bergkette. Im südlichen British Columbia durchquert der British Columbia Highway 3, auch als Teil des Crowsnest Highways bekannt, die Bergkette in Ost-West-Richtung. Der Highway 3 überquert zwischen Salmo und Creston den Kootenay Pass. Der Kootenay Pass ist mit einer Höhe von 1775 m einer der höchstgelegenen Straßenpässe Kanadas, die das ganze Jahr über befahren werden können.
Beliebtes Ferienziel ist insbesondere der vor allem aus präkambrischen Gesteinen aufgebaute Norden der Selkirk Mountains, wo sich auch der Mount-Revelstoke- sowie der Glacier-Nationalpark befinden. Auch verschiedene der Provincial Parks in British Columbia, wie beispielsweise der Kokanee Glacier Provincial Park, der Valhalla Provincial Park oder der Goat Range Provincial Park, liegen in den Selkirk Mountains. Wintersportler schätzen an den Selkirk Mountains, in denen jährlich rund 15 Meter Schnee fallen, insbesondere die Möglichkeiten des Heliskiings.